# Rosa María Mateo
Rosa María Mateo Isasi (Burgos, 6 de enero de 1942) es una periodista española y reconocida presentadora de informativos televisivos. Entre julio de 2018 y marzo de 2021, Mateo ostentó las funciones de la presidencia y del Consejo de Administración de RTVE en calidad de administradora única del Ente.

## Biografía
Hija de militar, sus primeros años de vida se desarrollaron en los diferentes destinos de su padre: de Burgos a Madrid y después a Valencia, ciudad en la que cursó el bachiller. Posteriormente ingresó en la Facultad de Derecho de la Complutense, donde únicamente había diez mujeres estudiantes. Allí descubrió su afición por el teatro. Tras licenciarse en Derecho por la Universidad Complutense de Madrid, también cursó estudios de Periodismo y Ciencias Políticas así como Interpretación en la Escuela Oficial de Cinematografía.

## Trayectoria profesional
En 1963 obtiene por oposición plaza como locutora en Radio Nacional de España, incorporándose en 1966 a los servicios informativos de Televisión Española. En una primera etapa, desarrolló su carrera en TVE 2, entonces conocida como UHF, en programas como La segunda cadena informa en 1968. 
A principios de los años 70 pasa a la primera cadena, incorporándose primero al informativo Buenas tardes. Su popularidad aumenta al ser designada, en 1972, para la presentación del primer Festival de la OTI.
Su consagración se produce con su incorporación al prestigioso espacio Informe semanal de Pedro Erquicia, donde permaneció hasta 1980. Apodada como "la musa de la Transición", tras la intentona golpista del 23 de febrero de 1981 Mateo fue la elegida por consenso de todos los partidos políticos para la lectura del manifiesto de condena.
Ha presentado también el Telediario, hasta 1993 en que fue fichada por Antena 3 Television para hacerse cargo de su informativo Antena 3 Noticias de fin de semana. Permanece en la cadena privada hasta el año 2003 en que su contrato se da por finalizado a causa de un ERE.
Mateo fue, según un informe realizado en 1990 por el departamento de periodismo audiovisual de la Facultad de Ciencias de la Información de la Universidad de La Laguna, la presentadora de RTVE que mayores cotas de aceptación popular logró. Se ha manifestado abiertamente crítica con el tratamiento que los medios televisivos dan a las mujeres en general, y a las que trabajan en informativos en particular. 
En 2010 recibió la Medalla de Oro del Mérito al Trabajo, otorgada por el Ministerio de Trabajo e Inmigración.
Por otro lado, en la campaña para las elecciones generales de 2011 presentó como periodista al candidato del PSOE Alfredo Pérez Rubalcaba.
El 16 de noviembre de 2013, plantó y amadrinó un árbol con su nombre en el Parque de la Comunicación de Boiro (La Coruña), el único de España creado por periodistas. Ese día, también recibió en Boiro el Premio Exxpopress Honorífico-2013 en reconocimiento a su larga y exitosa trayectoria profesional, otorgado por el Club Exxpopress de Periodistas de Galicia.
En abril de 2014 interviene realizando un cameo en la serie Rescatando a Sara producida por Atresmedia.
En julio de 2018, el gobierno de Pedro Sánchez propuso a Mateo como «administradora única» de Radiotelevisión Española (RTVE), un cargo provisional para dirigir el ente público hasta la aprobación de un nuevo presidente por concurso público. Su candidatura fue aprobada el 27 de julio del mismo año por el Congreso de los Diputados y estaba previsto que durara unos meses.
Ostentó la presidencia de RTVE, así como las funciones del Consejo de Administración, en calidad de administradora única del ente público entre el 27 de julio de 2018 y el 26 de marzo de 2021. Su mandato concluyó casi tres años después, tras ser nombrado presidente de la Corporación, José Manuel Pérez Tornero, poniendo fin así a un largo periodo de bloqueo institucional de grupos políticos. En su última comparecencia en comisión, Mateo afirmó que durante esta etapa había sido sometida a un «calvario» por parte del principal grupo de la oposición.
En julio de 2021, el Tribunal Constitucional declaró parcialmente nulo el decreto-ley que permitió el nombramiento de Mateo como administradora única del ente público al considerar que el procedimiento establecido por dicho decreto privaba al Senado de su potestad de designación y no era el instrumento correcto para ello.

## Vida privada
Contrajo matrimonio en 1965 con Germán Ponte, de quien años más tarde se divorció y con quien tuvo a su único hijo, nacido en 1968. Volvió a contraer matrimonio con el famoso periodista Manuel Leguineche, de quién se divorció a principios de la década de 1980. Desde 1990 está casada con el actor español Miguel Rellán.

## Trayectoria en TV
- La segunda cadena informa (1968)
- Buenas tardes (1970-1973)
- Festival de la OTI (1972)
- Informe Semanal (1974-1980)
- Telediario (1973-1993)
- Crónica 3 (1981) con Jesús Hermida
- Fila 7 (1983)
- Al filo de la ley (1993)
- Antena 3 Noticias (1993-2003)

## Programas creados
- La hora de La 1, presentado por Mónica López
- Las cosas claras, presentado por Jesús Cintora
- La noche D, presentado por Dani Rovira

## Premios y nominaciones
- TP de Oro (1972). Mejor presentadora.
- Antena de Oro (1972).
- Premio Ondas (1974) Nacionales de Televisión.
- Antena de Oro (2003). Ejecutoria profesional.
- Premio honorífico Toda una Vida de la Academia de Televisión. (2007)
- Premio entrañable (2008). Persona entrañable.
- Medalla al Mérito en el Trabajo (2010), otorgada por el Ministerio de Trabajo e Inmigración.
- Premio Exxpopress Honorífico (2013) Otorgado por el Club Exxpopress de Periodistas de Galicia, en reconocimiento a su trayectoria profesional.
- Premio Margarita Rivière 2018, al rigor periodístico con visión de género. El premio lo otorga por la Asociación de Mujeres Periodistas de Cataluña, en recuerdo la periodista Margarita Rivière (1944-2015).[15]
- Premio Abogados de Atocha 2019, por su defensa de los derechos humanos y la lucha por la libertad. Otorgado por CCOO Castilla-La Mancha y la Fundación Instituto de Estudios Sociales de CCOO para mantener viva la memoria de los abogados laboralistas asesinados en Madrid por la extrema derecha, la Matanza de Atocha de 1977.[16][17][18]
- Premio de Comunicación Manuel Alonso Vicedo en su 20.ª edición (2019), en reconocimiento a toda su trayectoria profesional.